# Heteroconis wilhelmensis
Heteroconis wilhelmensis is een insect uit de familie van de dwerggaasvliegen (Coniopterygidae), die tot de orde netvleugeligen (Neuroptera) behoort. 
De wetenschappelijke naam Heteroconis wilhelmensis is voor het eerst geldig gepubliceerd door New in 1990.